# Singha Durbar
El Singha Durbar (en nepalí: सिंहदरवार; literalmente Palacio del León) se localiza en la ciudad de Katmandú, es la sede oficial del gobierno de Nepal. Originalmente construido por la dinastía Rana era conocido como el palacio más grande de Nepal. Para 1904, se afirma que era el palacio más grande y más lujoso en Asia y hasta 1973 fue la más grande secretaría de gobierno en Asia. Fue la residencia privada del Ministro hereditario del Gobierno de Nepal, ahora el Singha Durbar alberga las dos cámaras del Parlamento de Nepal (Sabha Pratinidhi, o Cámara de Representantes, y el Rashtriya Sabha o Cámara de los Estados), así como los ministerios y oficinas gubernamentales. Singha Durbar es también la sede de la Radio y Televisión públicas de Nepal.